# Stenochironomus ikiabeus
Stenochironomus ikiabeus är en tvåvingeart som beskrevs av Sasa och Suzuki 1999. Stenochironomus ikiabeus ingår i släktet Stenochironomus och familjen fjädermyggor. Inga underarter finns listade i Catalogue of Life.